# Beč (Bosiljevo)
 Ovo je glavno značenje pojma Beč (Bosiljevo). Za druga značenja pogledajte Beč (razdvojba).
Beč je naselje u Republici Hrvatskoj, u sastavu Općine Bosiljevo, Karlovačka županija. 

## Stanovništvo
Prema popisu stanovništva iz 2001. godine, naselje je imalo 6 stanovnika te 2 obiteljskih kućanstava.
| broj stanovnika | 88    | 105   | 106   | 98    | 92    | 84    | 51    | 46    | 55    | 47    | 38    | 21    | 17    | 16    | 6     | 9     | 7     |
|                 | 1857. | 1869. | 1880. | 1890. | 1900. | 1910. | 1921. | 1931. | 1948. | 1953. | 1961. | 1971. | 1981. | 1991. | 2001. | 2011. | 2021. |